# Некрасово (Можайский район)
Некрасово — деревня в Можайском районе Московской области, в составе сельского поселения Замошинское. Численность постоянного населения по Всероссийской переписи 2010 года — 78 человек. До 2006 года Некрасово входило в состав Замошинского сельского округа.
Довольно отдалённая деревня, расположенная на западе района, примерно в 16 км к юго-западу от Уваровки, недалеко от границы со Смоленской областью, у истока безымянного ручья бассейна реки Добрея, высота над уровнем моря 254 м. Ближайший населённый пункт — деревня Калужское в 5 км на север.

## Достопримечательности
Южнее деревни находится Долина Славы — место боёв у Васильковского узла сопротивления немцев.